# Caleb
Caleb (també anomenat Carmí), segons l'Antic Testament, pertanyia a la tribu de Judà. Era fill d'Hesron, net de Peres i besnet del patriarca Judà.
Caleb va néixer durant el període a Egipte dels fills d'Israel. Segons el Llibre de les Cròniques de la Bíblia, Caleb fou el pare d'una família molt nombrosa; ell mateix es va casar fins a quatre vegades i tingué nombroses concubines.
La primera esposa fou Azubà que li va donar una filla:
- Jeriot, que fou mare de:
  - Jèixer
  - Xobab
  - Ardon

En enviudar, Caleb es casà amb una dona anomenada Efà o Efrata, qui li donà:
- Hur. Aquest va aguantar els braços de Moisès juntament amb Aaron a la batalla de Josuè contra els amalequites. Hur fundaria posteriorment la ciutat d'Etam. Fou pare de:
  - Xobal, fundador de Quiriat-Jearim i antecessor dels itrites, els putites, els xumateus, la meitat dels manahatites, els mixraïtes, els soraïtes i els eixtaolites. El seu fill es deia:
    - Haroé o Reaià, que fou pare de:
      - Jàhat, l'antecessor dels soraïtes i pare de:
        - Ahumai
        - Làhad

  - Salmà, fundador de Betlem. Els seus descendents formarien les tribus dels netofatites, Atrot-Betjoab, l'altra meitat dels manahatites, els soraïtes, els 55 i les famílies dels escribes soferites que habitaven Jabés, els tiratites, els ximatites i els sucateus. Aquests eren els quenites descendents d'Hammat, pare de la casa de Recab.
  - Haref, fundador de Betgader
  - Urí, pare de:
    - Bessalel

  - Jizreel
  - Ixmà
  - Idbaix
  - Selelponí, una filla d'Hur
  - Peniel, que fou el fundador de Guedor
  - Ézer, qui fundà Huixà

Quan va morir el seu pare Hesron, Caleb va unir-se amb la seva viuda Efrata amb qui tingué:
- Aixhur, pare de:
  - Tecoa, que es casà dues vegades i va engendrar:
  - Ahuzam, fill de Naarà
  - Héfer, fill de Naarà
  - Temní, fill de Naarà
  - Ahaixtarí, fill de Naarà
  - Sèret, fill d'Helà
  - Sóhar, fill d'Helà
  - Etnan, fill d'Helà
  - Cos, fill d'Helà, i pare de:
    - Anub
    - Sobebà
    - Harum, que fou pare de:
      - Aharhel

Efà, concubina de Caleb, li va infantar:
- Haran
- Mossà
- Gazez

Caleb va mantenir relacions també amb la seva concubina Maacà, que li va infantar:
- Xèber
- Tirhanà
- Xàaf, que va ser pare de:
  - Madmannà
- Xevà, pare de:
  - Macbenà
  - Guibà.

Altres fills de Caleb són:
- Meixà, el primogènit. Meixà fou pare de:
  - Zif
- Mareixà, pare de:
  - Hebron, pare de:
    - Córah
    - Tapúah
    - Rèquem, que fou pare de:
      - Xammai, pare de:
        - Maon, que fou pare de:
          - Betsur

    - Xema, pare de:
      - Ràham, que fou pare de:
        - Jorqueam
- Acsà, filla de Caleb